# 1. Division 1932-1933
La 1. Division 1932-1933 è stata la 23ª edizione della seconda serie del campionato lussemburghese di calcio. La stagione è iniziata il 28 agosto 1932 ed è terminata il 15 gennaio 1933. Le squadre US Dudelange e Jeunesse Esch hanno raggiunto la promozione in Division d'Honneur 1933-1934.

## Stagione

### Formula
2 punti alla vittoria, un punto al pareggio, nessun punto alla sconfitta.
Le 8 squadre partecipanti si affrontano in un girone di andata e ritorno, per un totale di 14 giornate.

Le prime due classificate sono promosse direttamente in Division d'Honneur. Le ultime due classificate retrocedono direttamente in Promotion.

## Classifica finale
|  | Pos. | Squadra              | Pt | G  | V  | N | P  | GF | GS | DR   |
|  | ---- | -------------------- | -- | -- | -- | - | -- | -- | -- | ---- |
|  | 1.   | US Dudelange         | 24 | 14 | 12 | 0 | 2  | 65 | 12 | +53. |
|  | 2.   | Jeunesse Esch        | 23 | 14 | 11 | 1 | 2  | 42 | 15 | +27. |
|  | 3.   | Aris Bonnevoie       | 20 | 14 | 10 | 0 | 4  | 56 | 18 | +38. |
|  | 4.   | Differdange          | 15 | 14 | 7  | 1 | 6  | 30 | 26 | +4.  |
|  | 5.   | Alliance Dudelange   | 12 | 14 | 6  | 0 | 8  | 27 | 45 | -18. |
|  | 6.   | Progrès Grund        | 11 | 14 | 5  | 1 | 8  | 20 | 43 | -23. |
|  | 7.   | The Belval Belvaux   | 5  | 14 | 2  | 1 | 11 | 12 | 49 | -37. |
|  | 8.   | Sporting Bettembourg | 2  | 14 | 1  | 0 | 13 | 15 | 59 | -44. |

Legenda:

      Promosse in Ehrendivision 1933-1934

      Retrocesse in Promotion 1933-1934

## Risultati

### Calendario
| Andata (1ª)  | Andata (1ª) | Prima giornata              | Ritorno (8ª) | Ritorno (8ª) |
|              |             |                             |              |              |
| 28 ago. 1932 | 4-0         | Alliance-Sporting           | 4-3          | 23 ott. 1932 |
| 28 ago. 1932 | 4-1         | Aris-Jeunesse Esch          | 2-3          | 23 ott. 1932 |
| 28 ago. 1932 | 0-0         | Belval-Progrès Grund        | 0-2          | 23 ott. 1932 |
| 28 ago. 1932 | 2-1         | US Dudelange-AS Differdange | 1-3          | 23 ott. 1932 |

| Andata (2ª) | Andata (2ª) | Seconda giornata       | Ritorno (9ª) | Ritorno (9ª) |
|             |             |                        |              |              |
| 4 set. 1932 | 2-1         | Alliance-Progrès Grund | 6-0          | 30 ott. 1932 |
| 4 set. 1932 | 6-0         | Aris-AS Differdange    | 2-0          | 30 ott. 1932 |
| 4 set. 1932 | 1-0         | Jeunesse Esch-Belval   | 2-2          | 30 ott. 1932 |
| 4 set. 1932 | 8-2         | US Dudelange-Sporting  | 8-0          | 30 ott. 1932 |

| Andata (3ª)  | Andata (3ª) | Terza giornata               | Ritorno (10ª) | Ritorno (10ª) |
|              |             |                              |               |               |
| 11 set. 1932 | 1-0         | Alliance-Belval              | 3-1           | 13 nov. 1932  |
| 11 set. 1932 | 5-2         | Jeunesse Esch-AS Differdange | 0-0           | 13 nov. 1932  |
| 11 set. 1932 | 1-4         | Progrès Grund-US Dudelange   | 1-10          | 13 nov. 1932  |
| 11 set. 1932 | 4-1         | Sporting-Aris                | 0-1           | 13 nov. 1932  |

| Andata (4ª)  | Andata (4ª) | Quarta giornata         | Ritorno (11ª) | Ritorno (11ª) |
|              |             |                         |               |               |
| 18 set. 1932 | 0-2         | Alliance-Jeunesse Esch  | 1-7           | 20 nov. 1932  |
| 18 set. 1932 | 0-4         | Progrès Grund-Aris      | 0-6           | 20 nov. 1932  |
| 18 set. 1932 | 0-1         | Sporting-AS Differdange | 3-9           | 20 nov. 1932  |
| 18 set. 1932 | 2-1         | US Dudelange-Belval     | 7-0           | 15 gen. 1933  |

| Andata (5ª)  | Andata (5ª) | Quinta giornata              | Ritorno (12ª) | Ritorno (12ª) |
|              |             |                              |               |               |
| 25 set. 1932 | 1-8         | Alliance-US Dudelange        | 0-6           | 27 nov. 1932  |
| 25 set. 1932 | 3-4         | AS Differdange-Progrès Grund | 1-3           | 27 nov. 1932  |
| 25 set. 1932 | 0-4         | Belval-Aris                  | 2-16          | 27 nov. 1932  |
| 25 set. 1932 | 1-6         | Sporting-Jeunesse Esch       | 0-4           | 27 nov. 1932  |

| Andata (6ª) | Andata (6ª) | Sesta giornata             | Ritorno (13ª) | Ritorno (13ª) |
|             |             |                            |               |               |
| 2 ott. 1932 | 1-5         | Alliance-Aris              | 0-4           | 11 dic. 1932  |
| 2 ott. 1932 | 4-0         | AS Differdange-Belval      | 2-0           | 11 dic. 1932  |
| 2 ott. 1932 | 1-2         | Sporting-Progrès Grund     | 0-5           | 11 dic. 1932  |
| 2 ott. 1932 | 2-0         | US Dudelange-Jeunesse Esch | 0-1           | 11 dic. 1932  |

| Andata (7ª) | Andata (7ª) | Settima giornata            | Ritorno (14ª) | Ritorno (14ª) |
|             |             |                             |               |               |
| 9 ott. 1932 | 1-2         | Alliance-AS Differdange     | 1-4           | 18 dic. 1932  |
| 9 ott. 1932 | 0-3         | Aris-US Dudelange           | 1-4           | 18 dic. 1932  |
| 9 ott. 1932 | 4-2         | Belval-Sporting             | 4-1           | 18 dic. 1932  |
| 9 ott. 1932 | 1-4         | Progrès Grund-Jeunesse Esch | 0-1           | 15 gen. 1933  |